# Dubstep
Sous-genres
Brostep, post-dubstep, breakstep, gorestep, melodic dubstep, heavy dubstep, riddim, deathstep, robostep, trapstep
Genres dérivés
Moombahcore, EDM trap, future garage, hybrid trap, chillstep, drumstep, dubcore, trancestep
Genres associés
Grime, bassline, dub techno, trap, glitch-hop
Le dubstep, aussi appellé dark garage ou encore 140 (en référence à son battements par minute qui se situe souvent autour de 140), est un genre de musique électronique, originaire pour sa plus grande partie du sud de Londres, à Croydon. Il émerge à la fin des années 1990 et se développe grâce à de nombreux styles musicaux connexes tels que le 2-step garage, broken beat, drum and bass, jungle, dub et reggae. Au Royaume-Uni, les origines du genre peuvent être retracées lors de l'émergence du sound system jamaïcain au début des années 1980,.
La musique se caractérise par un rythme syncopé lent en mi-temps (aussi appellé halftime en anglais) et une ligne de percussions accompagnée de basses, dites en anglais bassline. Les premières compositions dubstep datent de 1994, et le genre se nommait "Proto-Dubstep", souvent présentées sur la face B des albums 2-step garage. Ces musiques empruntent un thème sombre, une construction musicale plus expérimentale et minimaliste, moins focalisée sur les voix, accompagnés d'éléments sonores en provenance du breakbeat et du drum and bass en 2-step.

## Histoire

### Origines

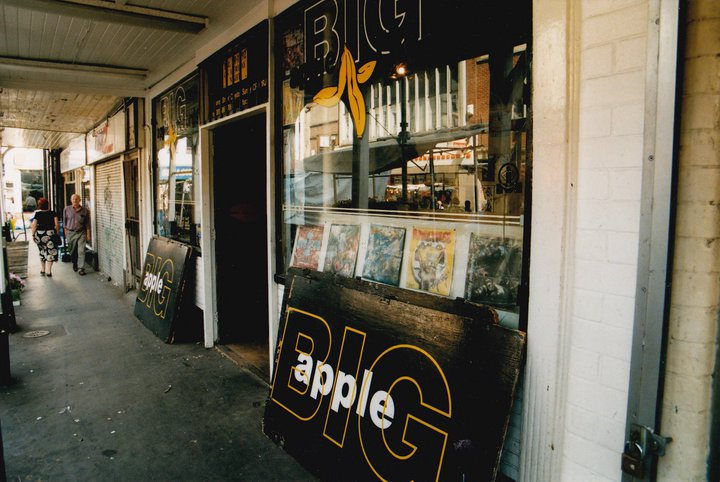
The Big Apple Records, à Croydon, Londres.

La sonorité dubstep émerge originellement de productions effectuées par El-B, Steve Gurley, Oris Jay, et Zed Bias, en 1999 et 2000. Ammunition Promotions (label anglais de Drum & Bass), qui dirige la boîte de nuit Forward>>, et qui a réussi à aider de futurs labels dubstep à s'établir (dont Tempa, Soulja, Road, Vehicle, Shelflife, Texture, Lifestyle et Bingo),, utilise le terme « dubstep » pour décrire ce style de musique aux alentours de 2002. L'utilisation du terme dans XLR8R établit la définition du genre,.
Forward>> se déroule à l'origine aux Velvet Rooms du Soho de Londres, et se déroule désormais chaque jeudi au Plastic People de Shoreditch, à l'est de Londres. Fondée en 2001, Forward>> est cité dans le développement du dubstep, grâce à un environnement uniquement consacré à ce genre musical. Pendant cette période, Forward>> jouait également des musiques orientées dark garage, à tel point que les auditeurs l'appelaient « Forward>> sound ». Forward>> possédait également une radio pirate du nom de Rinse FM, présentée par Kode9. Le line-up original de Forward>> se constituait de Hatcha, Youngsta, Kode 9, Zed Bias, Oris Jay, Slaughter Mob, Jay Da Flex, Slimzee et autres, en plus de nombreuses célébrités du domaine musical. Le line-up des résidents change d'année en année pour inclure Youngsta, Hatcha, Geeneus, et Plastician, avec Crazy D comme MC/présentateur. Les producteurs D1, Skream et Benga faisaient régulièrement leur apparition.
Un autre élément crucial qui peut être cité dans les prémices du dubstep est un petit disquaire du nom de Big Apple Records, situé à Croydon. Des musiciens clés tels que Hatcha, puis Skream, y ont été employés (à la base dans la vente d'albums orientés UK hardcore/rave, techno et house, puis garage et drum and bass, pour enfin évoluer dans la scène émergente dubstep). D'autres musiciens comme El-B, Zed Bias, Horsepower Productions, Plastician, N Type, et Walsh fréquentaient régulièrement le magasin. Depuis, il reste fermé.

### Évolution

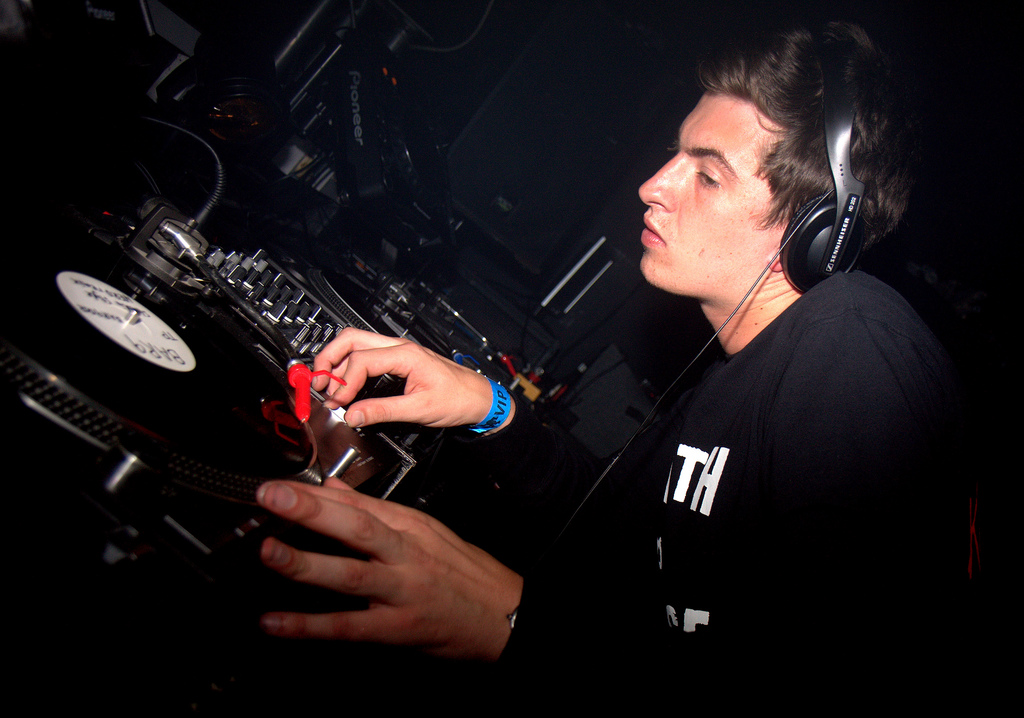
Skream, producteur de dubstep, l'un des plus reconnus dans la scène.

En 2003, DJ Hatcha s'oriente dans une nouvelle direction pour le dubstep sur Rinse FM et à travers ses sets au Forward>>,. Fin 2003, un autre festival indépendant de FWD>>, appelé Filthy Dub émerge, dont Plastician en fait la promotion, et dont le partenariat avec David Carlisle s'effectuaient régulièrement. C'est ici que Skream, Benga, N Type, Walsh, Chef, Loefah, et Cyrus font leurs débuts. Le groupe londonien Digital Mystikz (Mala et Coki), et leurs collaborateurs Loefah et MC Sgt Pokes, font de même en plus de jouer avec des basses axées jungle. Digital Mystikz amène une large palette de sons et d'influences au genre, principalement en provenance de reggae et de dub, en plus des mélodies orchestrales. Après la parution de leurs singles sous format vinyle sur Big Apple, ils fondent DMZ Records. Ils organisent leur première soirée DMZ à Brixton, une zone londonienne principalement influencée reggae. DMZ représente de nouveaux musiciens dubstep comme Skream, Kode 9, Benga, Pinch, DJ Youngsta, Hijak, Joe Nice, et Vex'd. La première soirée anniversaire DMZ (Mass venue) accueille 600 auditeurs venant de pays lointains tels que la Suède, les États-Unis et l'Australie.
En 2004, le label de Richard James, Rephlex, fait paraître deux compilations orientées dubstep : les (peut-être mal nommées) Grime et Grime-2. La première présente Plasticman, Mark One et Slaughter Mob, et Kode-9, Loefah, et Digital Mystikz sur la seconde. Ces compilations aident le dubstep à gagner en notoriété à l'époque où le grime attire le plus l'attention, et la présence de Digital Mystikz et Loefah sur la seconde compilation contribue au succès de leur boîte de nuit DMZ. Peu après, l'Independent on Sunday se focalise sur « un nouveau son », à l'époque où les deux genres se popularisent, expliquant que « grime » et « dubstep » sont les deux termes du même style, également connu sous les noms de « sublow », « 8-bar », et « eskibeat ».

### Popularisation

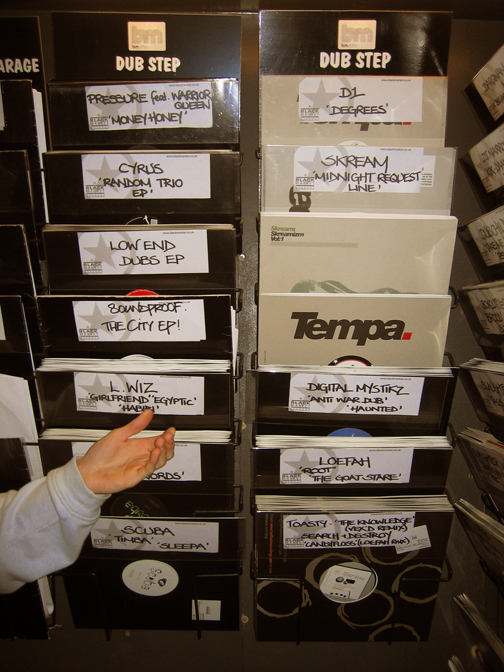
Section Dubstep à Black Market Records, Soho, Londres.

L'un des premiers supporters de ce genre était le disc-jockey pour BBC Radio 1 John Peel. En 2004, à la dernière année de son émission, les auditeurs avaient choisi Distance, Digital Mystikz, et Plastician dans leur top 50 de l'année. Le dubstep se répand ensuite de petites scènes en petites scènes locales en 2005 et 2006 ; certains site Internet spécialisés dans le genre émergent et aident à la popularisation de la scène, comme dubstepforum, le site de téléchargements Barefiles et des blogs comme gutterbreakz. En parallèle, le genre est longuement abordé par des magazines comme The Wire et des publications en ligne comme Pitchfork. Un intérêt pour le dubstep grandit significativement après l'émission de DJ Mary Anne Hobbs sur BBC Radio 1 intitulée Dubstep Warz en janvier 2006,,.
En été 2005, Forward>> présente des disc-jockeys orientés grime dans son line-up. Grâce au succès de l'anthem grime de Skream, Midnight Request Line, le battage médiatique autour de DMZ, des sites Internet (notamment dubstepforum.com) et des médias, la scène se popularise grâce à la DJ Mary Anne Hobbs qui reste l'une des figures mythiques du genre pour son émission radio intitulée Dubstep Warz, (plus tard parue sous compilations Warrior Dubz). L'émission attire une nouvelle audience pour la scène, après des années de buzz uniquement underground. L'album éponyme de Burial apparaît dans la liste des Best of ... de nombreux articles de presse spécialisée, notamment la liste du meilleur album 2006 au magazine The WireBest Album of 2006. Le style est également utilisé dans la bande originale du film Les Fils de l'homme, qui inclut Digital Mystikz, Random Trio, Kode 9, Pressure et DJ Pinch. Ammunition fait également paraître la compilation rétrospective de l'ère 2000–2004 u du dubstep intitulée The Roots of Dubstep, co-compilée par Ammunition et lackdown au label Tempa.
Le premier musicien nord-américain du genre, DJ Joe Nice, originaire de Baltimore, aide à l'émergence du mouvement sur le continent. Des boites de nuit orientées dubstep commencent à apparaître dans des villes comme New York, San Francisco, Seattle, Montréal, Houston, et Denver, tandis que des disc-jockey comme Mary Anne Hobbs se focalisent dans des villes comme Barcelone. Des musiciens autres que britanniques aident également à l'élargissement de la scène dubstep. Au Japon, le genre s'étend rapidement malgré la distance culturelle et géographique. Des disc-jockeys/producteurs comme Goth-Trad, Hyaku-mado, Ena et Doppelganger sont des figures majeures de la scène à Tokyo.

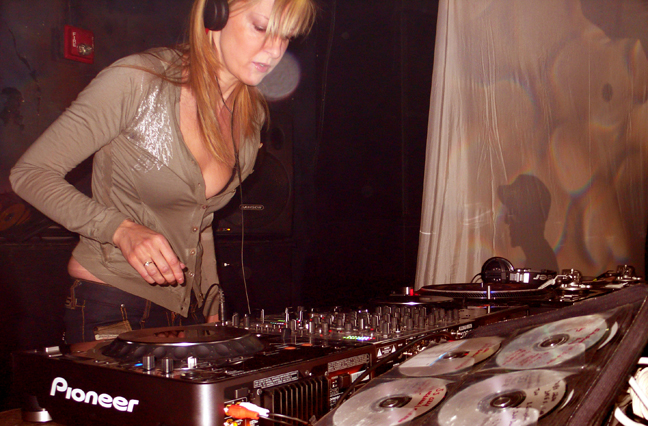
DJ Mary Anne Hobbs.

Des musiciens axés techno et disc-jockeys commencent à assimiler la sonorité dubstep dans leurs sets et productions. Blood on My Hands de Shackleton est remixé par le producteur de minimal techno Ricardo Villalobos, et incluse sur un CD mixé par le résident de Panoramabar, Cassy. La chanson Metric d'Ellen Allien et Apparat (de l'album Orchestra of Bubbles,), Godspeed de Modeselektor (de l'album Happy Birthday!) et Hammer of Thor remixé par Roman Flugel sont des exemples de musiques techno influencées dubstep. Le magasin de disque berlinois Hard Wax (opéré par le musicien techno influençable Basic Channel), s'est également investi au label Skull Disco de Shackleton.

### Influence internationale
Le dubstep influence des genres plus commerciaux et populaires dès 2007, avec des musiciennes telles que Britney Spears qui utilisent des passages à sonorité dubstep. En 2009, le groupe de pop anglaise La Roux voit différents morceaux de son album éponyme remixés par les maîtres du genre dubstep. Skream réalise deux remixes de In for the Kill, dont le premier intitulé Let's Get Ravey connaîtra un succès retentissant dans toute l'Europe. La même année, le duo Goon Music s'impose en « inventant » un nouveau sous-genre de dubstep moins sombre et introspectif, le purple dubstep influencé par l'electro-funk, la soul, le hip-hop et le label Stones Throw. Silkie, première moitié du duo, sort son premier album intitulé City Limits, le succès critique est à la clé. Joker quant à lui entame une tournée mondiale, emporté par quelques morceaux publiés sur YouTube, et apparaît en couverture du magazine britannique XLR8R. De la même façon, Kode9, fondateur du label Hyperdub apparaît en couverture de The Wire.
Face à l'engouement du public pour le genre, des artistes de renommée mondiale tels que Snoop Dogg et Britney Spears font appel à des compositeurs de dubstep. Mais c'est en 2010 que le dubstep explose réellement auprès du grand public grâce à l'album du premier super-groupe de dubstep Magnetic Man (Artwork, Skream et Benga). Leur titre I Need Air se place dans le top 10 du classement des meilleures ventes de singles au Royaume-Uni, puis sort le single Katy on a Mission qui y restera plus longtemps encore. En juillet 2011, le morceau Louder de DJ Fresh devient officiellement le premier morceau dubstep à atteindre la première place du classement des meilleures ventes de singles au Royaume-Uni. En 2012, le groupe de rock alternatif Muse sort un album, The 2nd Law, dans lequel est inclus un morceau de dubstep intitulé The 2nd Law: Unsustainable.

## Caractéristiques
Le dubstep représente une des mutations du UK Garage et du 2-step. Les pionniers produiront, vers 1999-2000, les pièces inspiratrices du genre ; il s’agit de El-B (moitié de Groove Chronicles et du label Ghost), de Zed Bias (alias Phuturistix, Maddslinky…) et de Steve Gurley. Comme le grime, autre mutation du garage, le dubstep s’est développé sur la base d’atmosphères urbaines et futuristes, il se distingue cependant de ces autres styles par une approche plus instrumentale, plus introspective et guidée par l'énergie physique des basses fréquences. Le rythmes est à un tempo proche de 140 bpm avec la caisse claire spécifiquement placée sur le 3e temps (ce qui le rend facilement superposable à du 70 bpm dans un DJ mix). Hormis les influences directes du 2-step, le genre utilise des éléments issus de la jungle et du drum and bass, du dub, de l’electronica, et de la techno.

## Sous-genres
- Si vous ne connaissez pas le sujet, laissez ce bandeau (vous pouvez alors contacter les auteurs).
- Si vous supprimez le contenu mis en cause (vous pouvez préalablement contacter les auteurs),

argumentez précisément cette suppression dans la page de discussion
(un manque de référence n'est pas un argument ; une recherche réelle de référence doit avoir été effectuée, être formellement documentée).
Parallèlement à l'émergence d'un dubstep dit « commercial » incluant des éléments pop, voire dance, plusieurs genres de musiques voient le jour comme le brostep, le post-dubstep, le breakstep, le melodic dubstep, le gorestep,, le riddim, le heavy dubstep et le deathstep. 

### Brostep
Descendant du uk tearout, le brostep est un genre de musique électronique lancé en 2007 au Royaume-Uni et influencé par le dubstep, la banger house et le heavy metal. Le producteur Rusko, est considéré, malgré lui, comme l'instigateur du genre, s'amusant dans un premier temps avec les clichés du dubstep pour le tourner en parodie et en faire un son résolument plus ouvert, plus énergique et plus dansant. Le brostep connaît dès son apparition un large succès, une partie du public jugeant son prédécesseur trop intimiste. Il est cependant majoritairement popularisé par Skrillex ainsi que Flux Pavilion. Excision et Nero amènent quant à eux très rapidement un esprit et une structure rock à leurs morceaux et marquent ainsi définitivement la rupture avec le dubstep. Il n'est d'ailleurs pas rare que des producteurs samplent des morceaux de metal, comme dans un EP nommé Vantablack que les Dirtyphonics avaient produit avec Sullivan King.
Le brostep est caractérisé par l'usage de sons de batterie et de synthétiseurs métalliques ainsi que par l'utilisation systématique de LFO, utilisés pour la création de wobble bass. Le groove et l'énergie du son brostep repose sur l'ampleur de la batterie et des synthétiseurs, utilisés, comme dans le dubstep, de manière syncopée. Les basses fréquences accompagnent les fréquences mediums et ne sont donc pas prédominantes dans le brostep, à l'instar d'un couple basse/guitare dans un riff de heavy metal, il n'y a donc aucune utilisation de la basse telle que trouvée dans le dub. Certains producteurs de brostep collaborent avec des groupes de heavy metal, créant un style parfois défini comme étant du « metalstep » ou « filthy dubstep ». C'est aussi l'un des premiers genre de dubstep où certains producteurs et djs pousse son bpm plus haut, dans un premier temps à 145, puis à 150, encore utilisé très fréquemment aujourd'hui.
Le brostep explose au moment où le groupe de rap britannique Foreign Beggars s'y convertit, mais c'est en août 2011, que vient la consécration, quand le titre de Nero, Promises, devient le premier single brostep à se classer premier dans les charts au Royaume-Uni. En 2012, Skrillex est récompensé trois fois aux Grammy Awards : meilleur single dance pour Scary Monsters and Nice Sprites, meilleur album dance pour Scary Monsters and Nice Sprites EP, et meilleur remix pour Cinema de Benny Benassi, remixé par Skrillex ; il est à nouveau récompensé trois fois en 2013 dans les catégories meilleur enregistrement dance pour Bangarang, meilleur album dance/electronica pour Bangarang et meilleur remix non classique pour Promises de Nero,. Il reste le sous-genre du dubstep le plus confondu.

### Riddim dubstep
Ce sous-genre, né aux alentours des années 2011-2012 en Angleterre, est popularisé en Europe de l'Ouest par des artistes comme 50 Carrot, Subfiltronik, et le crew Monsters fondé par Shiverz et composé notamment de Bukez Finezt et d'Infekt. Il s'est ensuite rapidement répandu aux États-Unis et au Canada avec des artistes comme Boogie T, Dubloadz, Bommer et Crowell et leur titre culte Yasuo entre autres. À partir de la fin des années 2010, le riddim dubstep est beaucoup plus diversifié avec des morceaux allant d'une atmosphère calme aux titres beaucoup plus énergiques et sophistiqués, principalement conçus par les artistes de chez Never Say Die Records et Disciple, à l'image de Virtual Riot ou Svdden Death plus récemment.
Le riddim se caractérise par un tempo allant de 140 à 150 BPM et un rythme composé d’une succession de grosses caisses et de claps (généralement couplés avec la même grosse caisse pour les intensifier) accompagnée d'un agencement de charlestons , ce qui en fait un ensemble de percussions proche de ceux utilisés dans la trap. Le riddim étant par nature assez minimaliste et très cadencé, les compositeurs accordent une importance particulière à l’atmosphère, notamment en jouant sur la réverbération sur les percussions et les silences, tout en accompagnant le morceau de sons de synthé agressifs, modulés avec un LFO de façon que ces sons s’intercalent entre chaque grosse caisse et chaque clap. Cette succession répétitive de percussions et de sons donne à la fois ce côté brutal que l’on peut retrouver dans le brostep et cette atmosphère sombre caractéristique du dubstep original. Les morceaux de riddim ont également pour particularité d'être très souvent composés de samples de répliques issues de jeux vidéo, animes, séries, etc., dans le but de préparer le drop.

### Post-dubstep
Le post-dubstep est un genre de musique électronique lancé à Londres en 2009, d'une fusion entre la techno, l'electronica, la deep house et le UK garage, et qui s'inspire du dubstep pour en recréer l'atmosphère planante et futuriste. Les instruments caractéristiques du post-dubstep sont l'échantillonneur et les synthétiseurs analogiques. Le son post-dubstep réside sur plusieurs contrastes : aussi bien un découpage syncopé de samples vocaux ou rythmiques, qu'une utilisation des effets dub tels que l'écho ou la réverbération, des sonorités organiques telles que les sons de batteries hip-hop cohabitent quant à elles avec des sons de basses numériques. Le post-dubstep emprunte une multitude de rythmiques au dub, mais aussi à la techno et au UK garage et se caractérise par un tempo sensiblement plus lent que celui du dubstep : de 130 à 135 bpm.
De nombreux artistes émergent depuis 2010, et les albums post-dubstep connaissent un succès critique et public grandissant. D'anciens artistes techno, hip-hop ou dubstep se sont emparés du genre, tels que SBTRKT, Burial, Machinedrum, Four Tet, mais les producteurs instigateurs du genre sont les très renommés Joy Orbison, Mount Kimbie et James Blake. Les groupes de rock Radiohead et The XX ont aussi montré leur attrait pour le genre en sortant deux albums de remix en 2011 : TKOL RMX 1234567, contenant des remix de l'album The King of Limbs de Radiohead par des artistes techno, IDM et post-dubstep, ainsi que We're New Here par Jamie xx et Gil Scott-Heron, dernier album du chanteur de soul décédé quelques mois plus tard. Les principaux labels post-dubstep sont Hotflush Recordings dirigé par Scuba, et Hyperdub dirigé par Kode9.
Le post-dubstep a été créé pour contrer la mode brostep, en s'y opposant en utilisant une structure musicale et sonore plus douces, inspirées de l'ambient. Il donnera ainsi naissance à plusieurs genres, tels que le Chillstep : Une fusion entre du Chill-Out, du Future Garage et du Post-Dubstep, se concentrant sur l'aspect relaxante du Dubstep, le Lovestep : une fusion entre le Melodic Dubstep, le RNB et le Post-Dubstep, qui se concentre sur l'aspect émotionnel, ainsi que le Minimal Dubstep : inspiré de la Techno Minimale, le Minimal Dubstep se concentre sur le minimalisme, utilisant des basses profondes et puissantes, des rythmes hypnotiques, ainsi qu'un tempo entre 135 et 140 BPM.

### Breakstep
Il existe une frange du speed garage influencée par le breakbeat – appelé breakbeat garage à l’origine, maintenant plus souvent désigné sous le terme de breakstep. Ce son, bien que différent du dubstep lui-même, est produit par des artistes parfois affiliés aux deux genres. Le breakstep a évolué à partir du 2step garage. Il a incorporé des lignes de basse drum and bass, remplaçant le shuffle 2step par un breakbeat plus abrupt. La percée de ce style s’est faite en 1999 avec le titre I Don't Smoke de DJ Deekline vendu à 15 000 exemplaires sur Rat Records pour être ensuite signé sur EastWest en 2000 et accéder au top 40 des UK Charts en 11e position.
Ensuite vient le 138 Trek avec lequel DJ Zinc expérimente une production drum and bass au tempo garage (138 bpm). Un dialogue s’ouvre ainsi entre les producteurs de breaks et de speed garage ; FWD>> jouant un rôle de plateforme en accueillant Zed Bias et Oris Jay (aka Darqwan). Cette approche est reflétée dans le breaks par des producteurs comme DJ Quest, Osmosis et Ed209. Ces artistes incluent notamment Toasty Boy, Mark One, Search & Destroy, Quiet Storm, DJ Distance, Reza, Slaughter Mob, Blackmass Plastic et Warlock.

### Deathstep
Le deathstep se caractérise par un rythme parfois très irrégulier s’inspirant des sonorités de death metal. Souvent accompagné de sons très bruyants et agressifs avec une ambiance obscure voir horrifique, le sous-genre comparativement au brostep se démarque par son style beaucoup plus sombre et ses riffs et percussions plus violentes. Les artistes INHUMAN (sous le pseudonyme Code:Pandorum à l’époque) et Marauda (sous le pseudonyme Mastadon à l'époque) contribuèrent à populariser le style vers la fin des années 2010. 
Durant son développement, le deathstep a donné naissance à pleins de nouveaux genres, comme le death riddim : un mélange de deathstep avec le rythme et les basses du riddim, le heft : un genre plus niche, mais un deathstep plus lent et plus lourd, popularisé par Senago, le minatory : plus expérimental et industriel, qui utilise davantage de bruits blancs, et le robostep. 

### Robostep
Le robostep est un sous-genre de la musique dubstep. Il se caractérise par un sound design très mécanique et robotique. Les drops de robostep comprennent très souvent des growls aux sonorités métalliques et des screech robotiques.
Des artistes comme e-lure ont permis à populariser le genre dans la scène new-yorkaise et sur internet (notamment grâce à des labels tels que "Comunity Mix Production" et "Hydraulic Damnation").
Plus récemment, le Robostep a donné naissance à un genre, très niche, où il a fusionné avec son précursseur, le deathstep, pour donner le robodeath : un mélange de l'atmosphère horifique et des "pan snares" du deathstep, avec les bruits méchaniques du robostep.

### Trapstep
Le trapstep est un sous-genre du brostep. Il est issu de la fusion entre la trap et le brostep vers 2012, lorsque le brostep était à son apogée. Il fusionne les rythmes et percussions de la trap, avec les basses puissantes et les sons distordus du brostep, avec une structure musicale et les drops du dubstep. Il est souvent confondu avec le hybrid trap, mais ce dernier mélange les éléments typiques de la trap, avec des influences et sound design de la bass music, tandis que le trapstep se concentre plus sur des drops puissants du brostep, avec des basses 808s sans modifications, qui peuvent être plus profondes et puissantes.
Il y a pas vraiment d'artiste qui se sont lancés à fond dans ce genre, mais on peut mentionner des artistes comme CONF!RM, VMP, avec des titres comme "JVMP" et "Worship", "Melrose at Midnight" du duo de dubstep "Light Years Away" (Paul Flint et Desmeon), "Sock it to them" de Paul Flint, ainsi que celle du groupe de Kpop Ateez "Bouncy (K-hot chilli pepper)".

### Melodic Dubstep
Le melodic dubstep est un sous-genre du dubstep apparut vers 2011, qui se concentre plus sur l'aspect émotionnel et mélodique. Il se caractérise par beaucoup d'éléments mélodiques, comme ces cordes ou des pads, ainsi que des synthés supersaws et des voix féminines (dont il est parfois appellé vocal dubstep).
Il se fera popularisé par divers artistes tels que Seven Lions, Illenium, ROY KNOX., Au5 ou encore Adventure Club, ainsi que par des labels comme Monstercat, NoCopyrightSounds, ou encore Ophelia Records.